# Neurolepis
Neurolepis es un género de plantas herbáceas perteneciente a la familia de las poáceas. Es originario de Sudamérica.

## Especies
- Neurolepis aperta
- Neurolepis aristata
- Neurolepis asymmetrica
- Neurolepis diversiglumis
- Neurolepis elata
- Neurolepis glomerata
- Neurolepis laegaardii
- Neurolepis mollis
- Neurolepis nana
- Neurolepis petiolata
- Neurolepis rigida
- Neurolepis silverstonei
- Neurolepis villosa
- Neurolepis virgata